# Gianluca Cavalli
Gianluca Cavalli (* 12. März 1978 in Novara) ist ein ehemaliger italienischer Radrennfahrer.
Nachdem Cavalli 2005 und 2006 jeweils eine Etappe der Kuba-Rundfahrt gewonnen hatte, schloss er sich 2007 dm italienischen Continental Team Cinelli-Endeka-OPD an. In seiner ersten Saison dort gewann er eine Etappe bei der Serbien-Rundfahrt. Er beendete seine Karriere nach Ablauf der Saison 2009.

## Erfolge
2005
- eine Etappe Kuba-Rundfahrt

2006
- eine Etappe Kuba-Rundfahrt

2007
- eine Etappe Serbien-Rundfahrt

## Teams
- 2007 Cinelli-Endeka-OPD
- 2008 Cinelli-OPD
- 2009 Team Piemonte